# 4199 Andreev
4199 Andreev eller 1983 RX2 är en asteroid i huvudbältet som upptäcktes den 1 september 1983 av den belgiske astronomen Henri Debehogne vid La Silla-observatoriet. Den är uppkallad efter Gennadij Andrejev..
Asteroiden har en diameter på ungefär fem kilometer.